# Wijchen (gemeente)

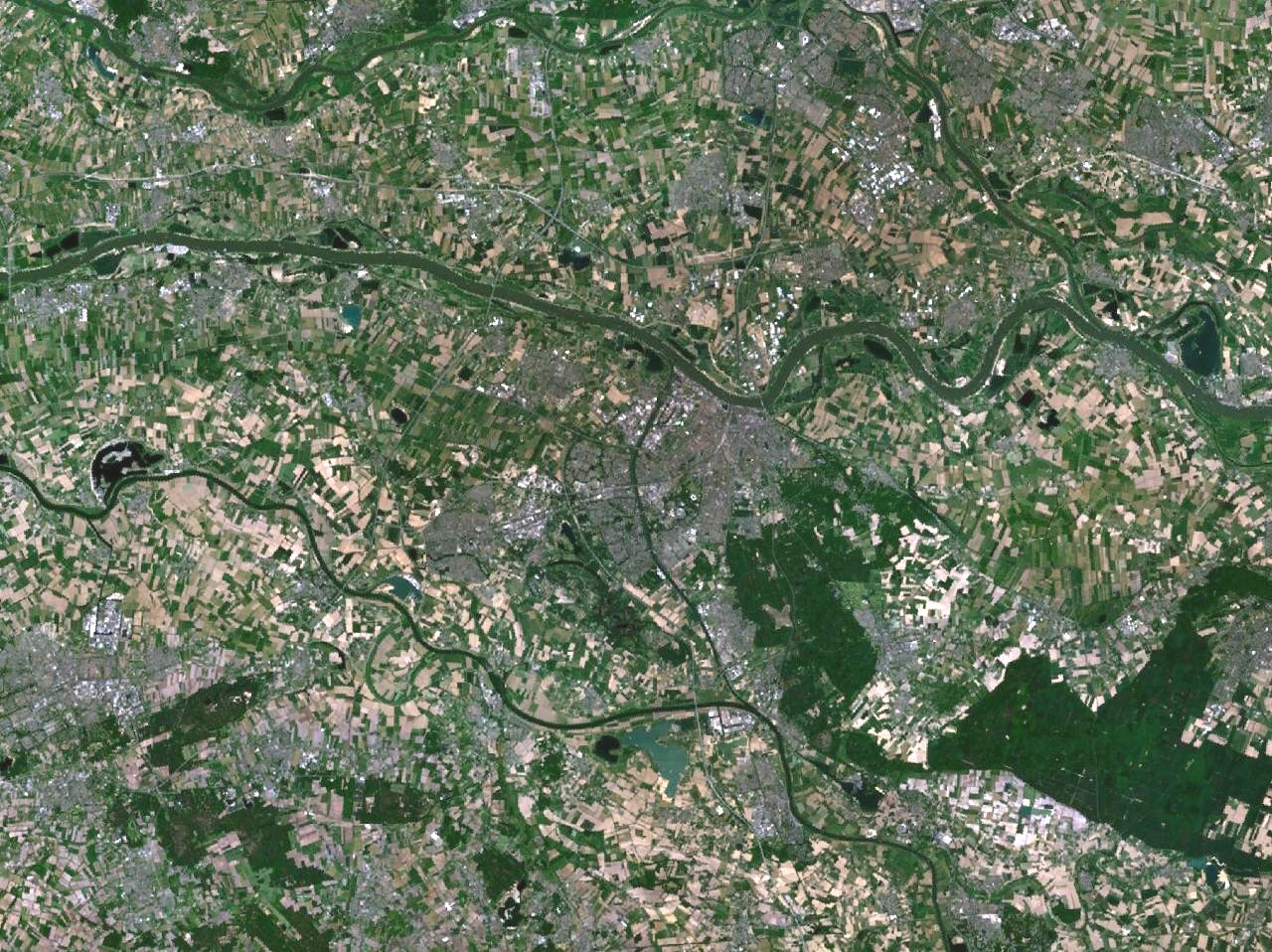
Satellietfoto van Wijchen (iets van het midden, tegen de Maas gelegen)

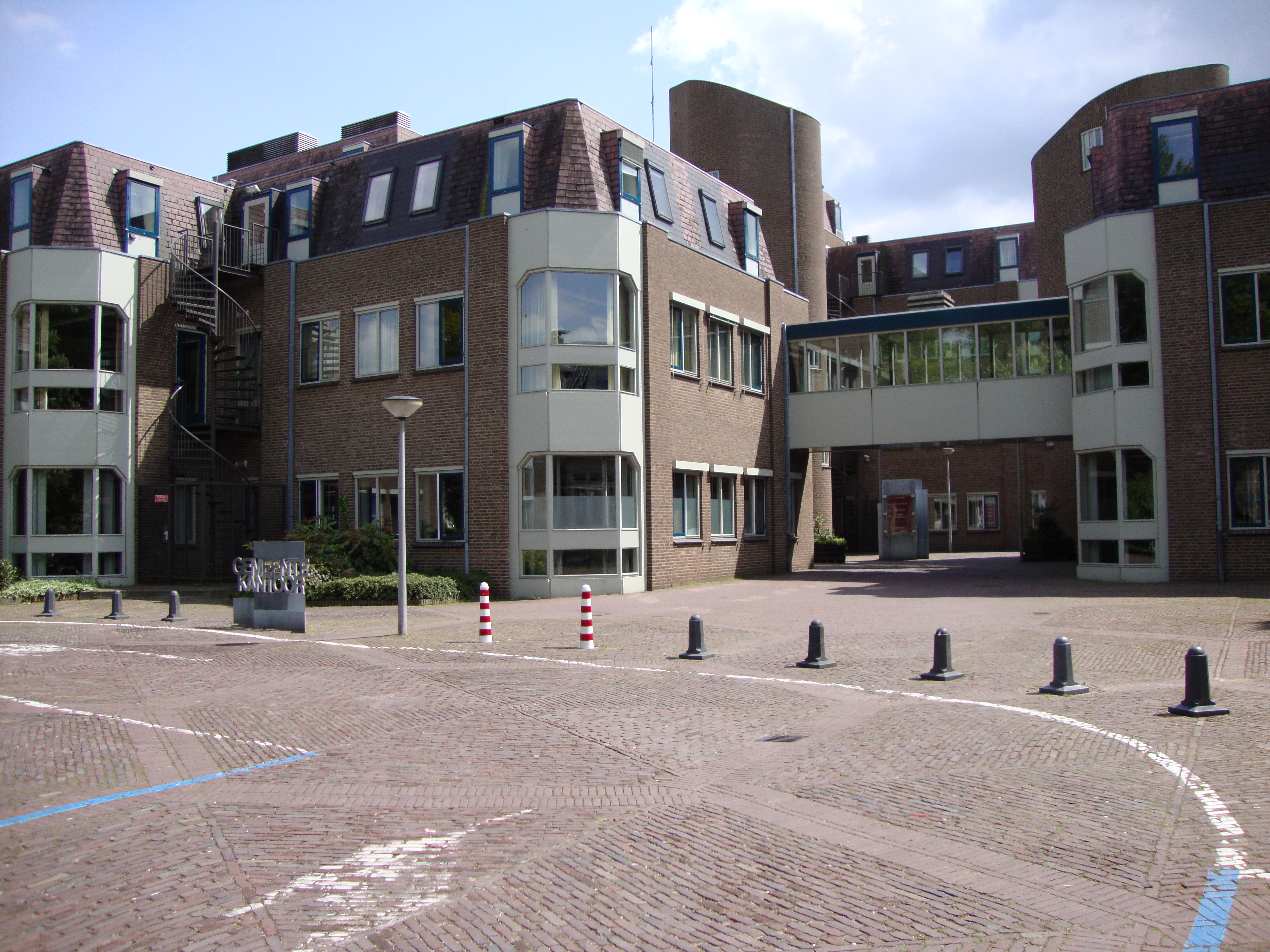
Voormalig Gemeentekantoor Wijchen

Wijchen (uitspraakⓘ) is een gemeente in de Nederlandse provincie Gelderland. De gemeente is op 1 januari in 1984 ontstaan uit de vroegere gemeenten Batenburg, Bergharen en Wijchen. Eerder was er op 1 januari 1818 een gemeentelijke herindeling, toen Niftrik werd geannexeerd. In 1980 werd Balgoij (een deel van Overasselt) bij Wijchen gevoegd.
De gemeente Wijchen telt 41.543 inwoners (1 januari 2024, bron: CBS) en heeft een oppervlakte van 69,58 km² (waarvan 2,75 km² water).
De gemeente Wijchen maakt deel uit van het samenwerkingsverband de Groene Metropoolregio Arnhem-Nijmegen, tot 2015 Stadsregio Arnhem Nijmegen.

## Kernen
Aantal inwoners per woonkern of kerngebied per 2023:
| Woonplaats (BAG) | Inwoners 2023 |
| ---------------- | ------------- |
| Balgoij          | 730           |
| Batenburg        | 660           |
| Bergharen        | 1.795         |
| Hernen           | 950           |
| Leur             | 135           |
| Niftrik          | 410           |
| Wijchen          | 36.865        |

De kernen Alverna (2.405 inwoners op 1 januari 2016), Woezik (3.820 inwoners op 1 januari 2005) en de buurtschap Laak vallen statistisch binnen Wijchen.

### Topografie
Topografische gemeentekaart van Wijchen, per september 2022

## Wijk- en buurtindeling
Wijchen is door het CBS ingedeeld in de volgende wijken en buurten:
- Centrum en Valendries
- Wijchen-Noordoost, Wijchen Noord en Hofsedam
- Homberg, Heilige Stoel en Kraaijenberg
- Aalsburg en Blauwe Hof
- Industrieterrein Nieuweweg/Oost - industrieterrein aan de oostzijde van Wijchen.
- Industrieterrein Zesweg
- Industrieterrein Loonsewaard - industrieterrein aan de Maas nabij Wijchen.
- Industrieterrein Bijsterhuizen - industrieterrein aan de noordoostzijde van Wijchen.
- Wijchen-Zuid
- Wijchen-Kerkeveld
- Wijchen-Huurlingsedam

## Wapen
Het gemeentewapen van de huidige gemeente Wijchen is het vroegere Batenburgse stadswapen.

## Politiek

### Gemeenteraad
De gemeenteraad van Wijchen bestaat uit 27 zetels. Hieronder staat de samenstelling van de gemeenteraad sinds 1998:
| Partij             | 1998 | 2002 | 2006 | 2010 | 2014 | 2018 | 2022 |
| ------------------ | ---- | ---- | ---- | ---- | ---- | ---- | ---- |
| Kernachtig Wijchen | -    |      | -    | 8    | 11   | 12   | 10   |
| CDA                | 6    | 7    | 6    | 6    | 4    | 4    | 5    |
| VVD                | 3    | 3    | 2    | 3    | 3    | 3    | 3    |
| Wijchen Lokaal*    | -    | 4    | 6    | 4    | 1    | 2    | 3    |
| PvdA               | 4    | 4    | 7    | 4    | 3    | 3    | 2    |
| D66                | 1    | -    | -    | 2    | 3    | 2    | 2    |
| GroenLinks         | -    | -    | -    | -    | -    | -    | 2    |
| Sociaal Wijchen    | -    | -    | -    | -    | 2    | 1    | -    |
| Leefbaar Wijchen   | 3    | 5    | 4    | -    | -    | -    | -    |
| Gemeentebelangen   | 5    | 2    | -    | -    | -    | -    | -    |
| SP                 | 1    | -    | -    | -    | -    | -    | -    |
| Overigen           | 2    | -    | -    | -    | -    | -    | -    |
| Totaal             | 25   | 25   | 25   | 27   | 27   | 27   | 27   |

### College van B en W
Het college van burgemeester en wethouders bestaat voor de periode 2022-2026 uit een coalitie van Kernachtig Wijchen, CDA en VVD.
| College van burgemeester en wethouders | College van burgemeester en wethouders   | College van burgemeester en wethouders |
| -------------------------------------- | ---------------------------------------- | --- |
| Burgemeester                           | Renske Helmer-Englebert (SP)             | - Algemene zaken - Openbare orde en veiligheid - Dienstverlening en communicatie - Regionale samenwerking - Versterken inwonerbetrokkenheid - Toezicht en handhaving, dierenwelzijn - Vluchtelingenopvang - ICT - Evenementen |
| Wethouders                             | Geert Gerrits (Kernachtig Wijchen)       | - 1e locoburgemeester - Financiën - Wonen - Gebiedsontwikkeling - Ruimtelijke ordening - Grondzaken - Hart van Zuid |
| Wethouders                             | Bea Schouten (CDA)                       | - 2e locoburgemeester - Klimaat en energie - Wmo en Jeugdzorg - Welzijn en gezondheid - Sport(accommodaties) - Kunst, cultuur en recreatie                                                                                    |
| Wethouders                             | Martijn Derks (VVD)                      | - 3e locoburgemeester - Economie en toerisme - Onderwijs - Werk en inkomen - Armoede- en minimabeleid - Arbeidsmarkt - Statushouders en inburgering - Warenmarkt en horeca                                                    |
| Wethouders                             | Twan van Bronkhorst (Kernachtig Wijchen) | - 4e locoburgemeester - Onderwijs huisvesting - Mobiliteit en openbare ruimte - Milieu en afval - Maatschappelijk vastgoed - Leefbaarheid - Archeologie - Monumenten                                                          |
| Gemeentesecretaris                     | Janne Hendrix                            | - Een coördinerende en beleidsadviserende taak - De schakel tussen het ambtelijk apparaat en het college en het algemeen bestuur van de gemeente                                                                              |

## Partnersteden
- Stargard Szczeciński (Polen)

## Monumenten
In de gemeente zijn er een aantal rijksmonumenten en oorlogsmonumenten, zie:
- Lijst van rijksmonumenten in Wijchen (gemeente)
- Lijst van rijksmonumenten in Wijchen (plaats)
- Lijst van gemeentelijke monumenten in Wijchen (gemeente)
- Lijst van gemeentelijke monumenten in Wijchen (plaats)
- Lijst van oorlogsmonumenten in Wijchen
- Lijst van beelden in Wijchen

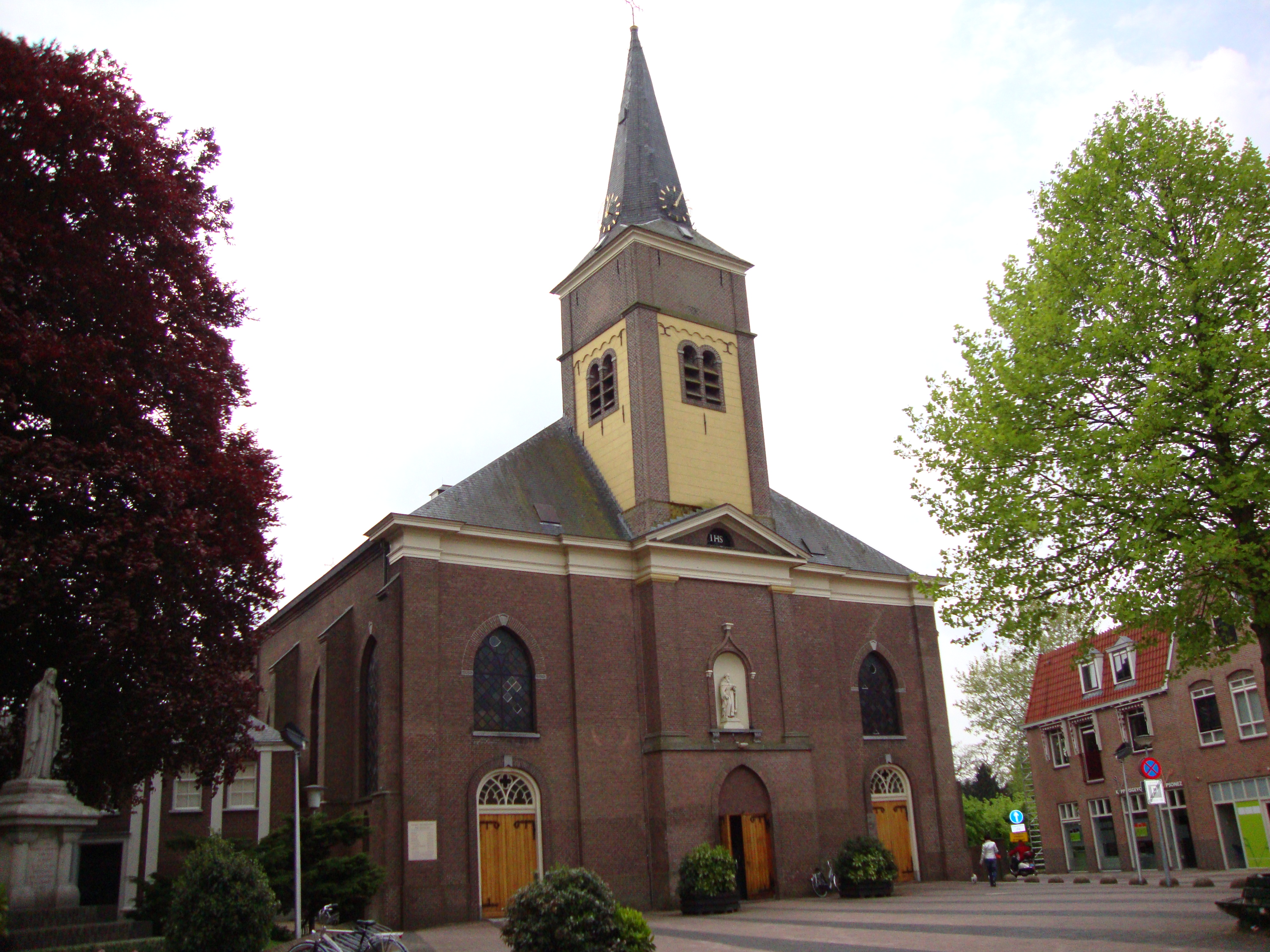
Wijchen, RK kerk
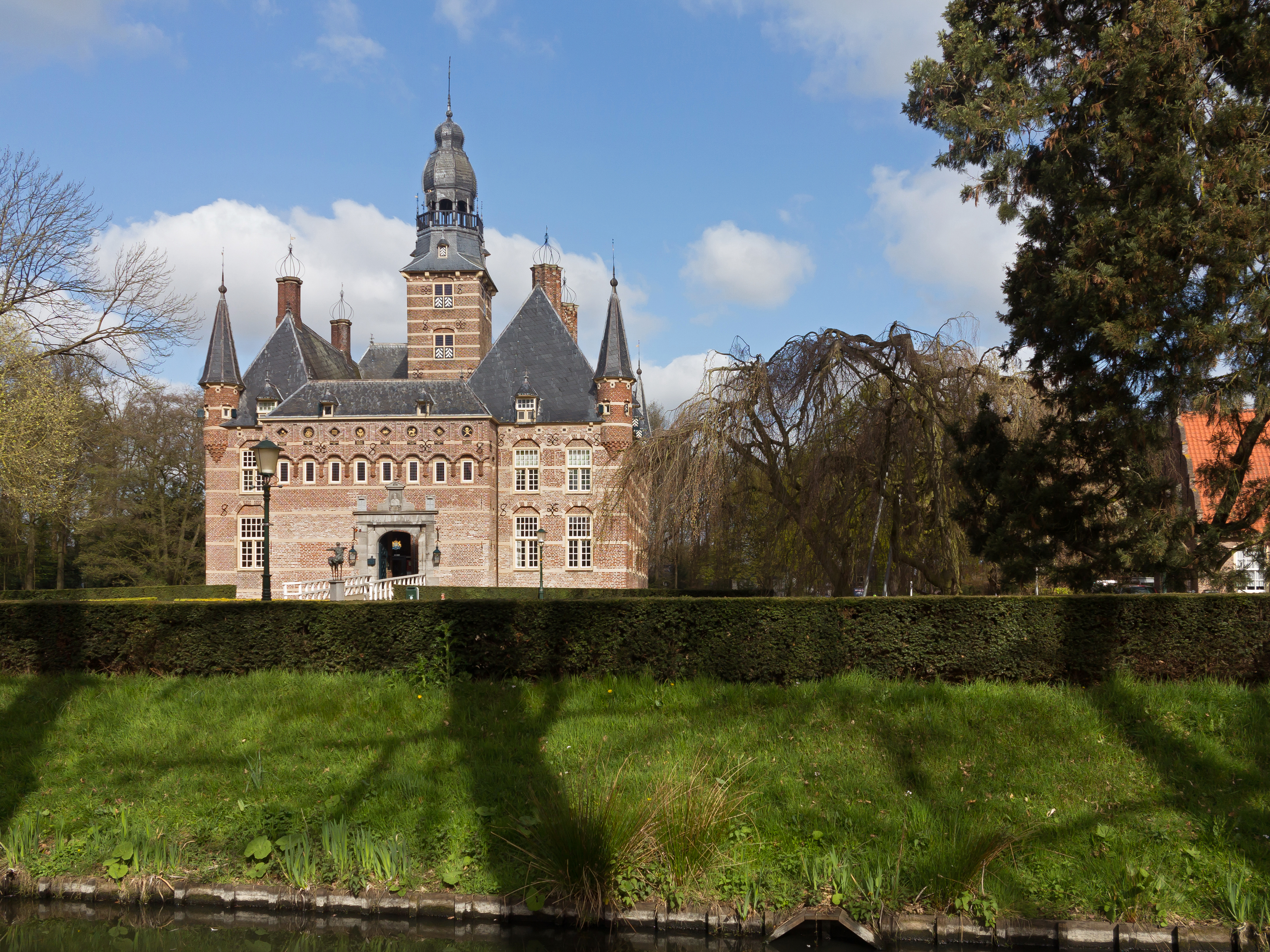
Kasteel van Wijchen
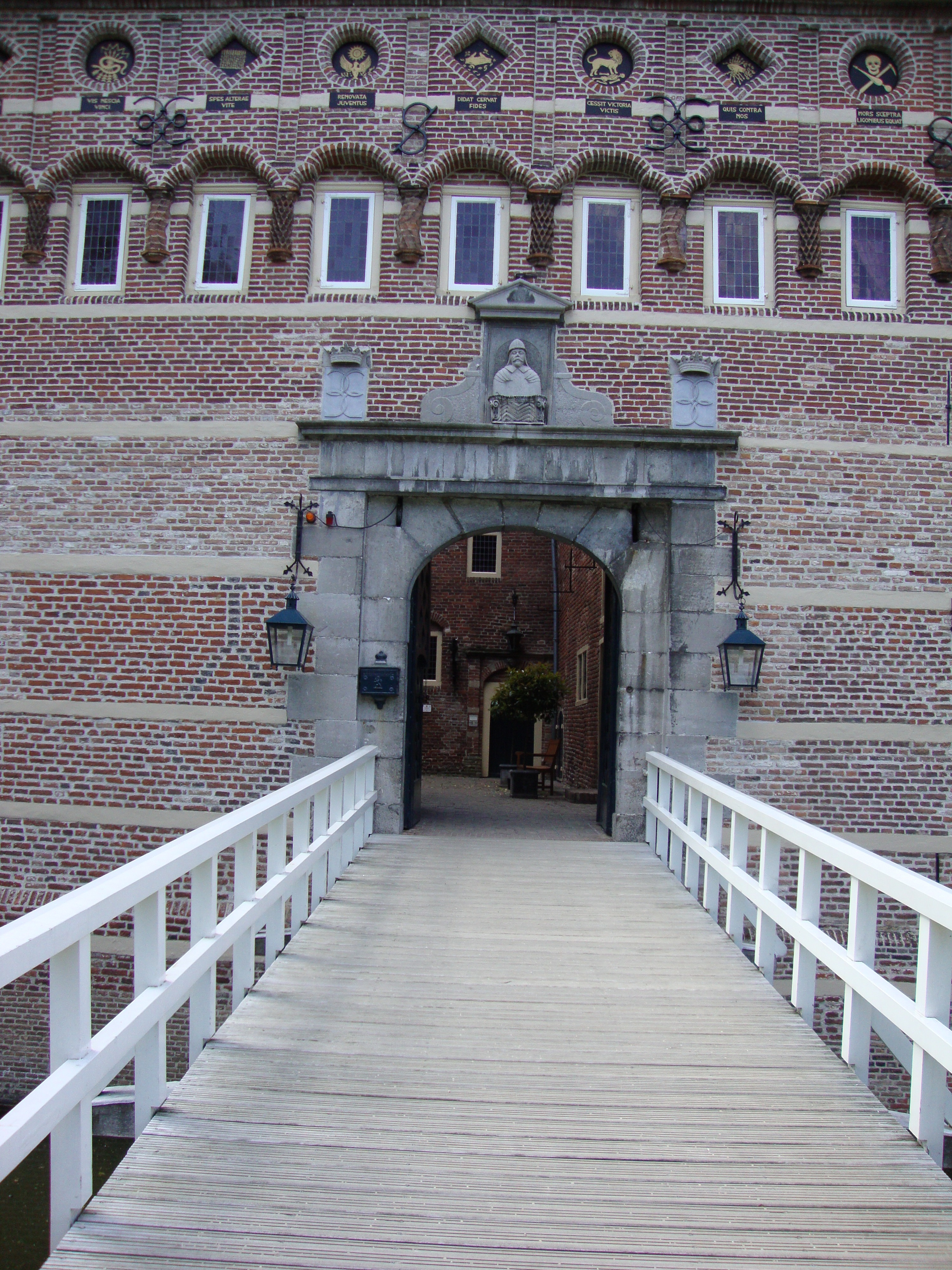
Ingang Kasteel Wijchen
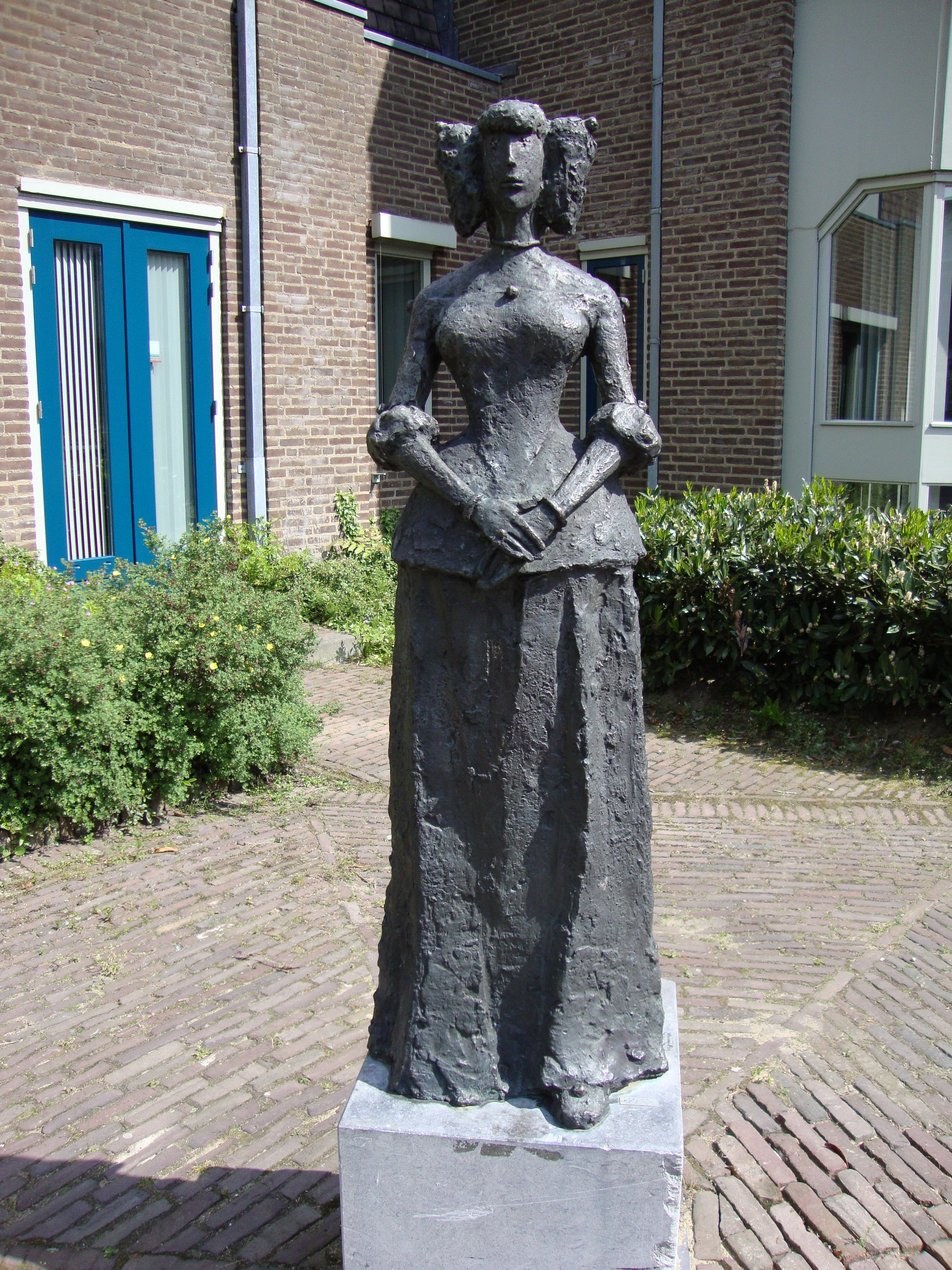
Wijchen, Standbeeld Emilia van Nassau
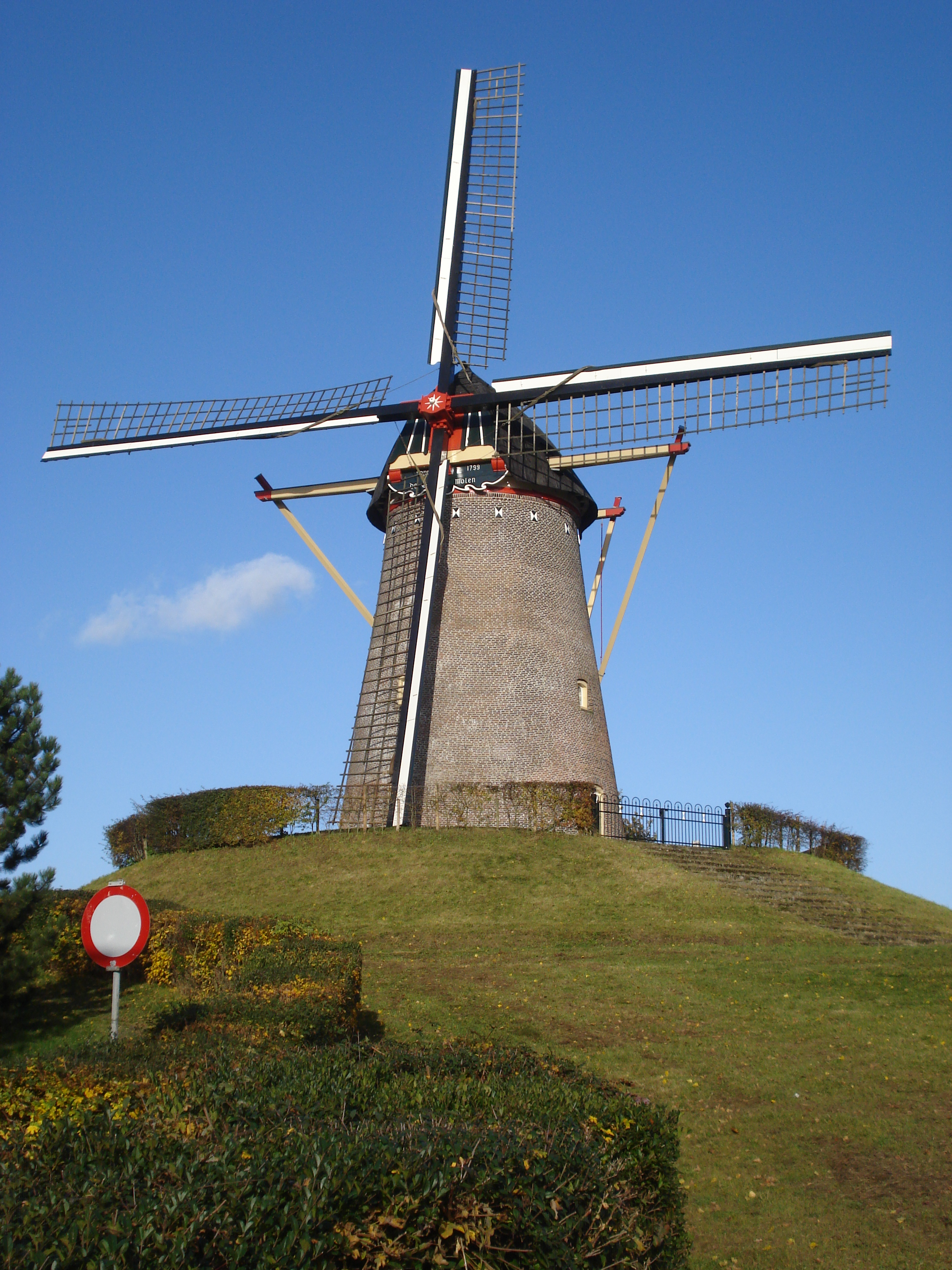
Wijchen, De oude molen
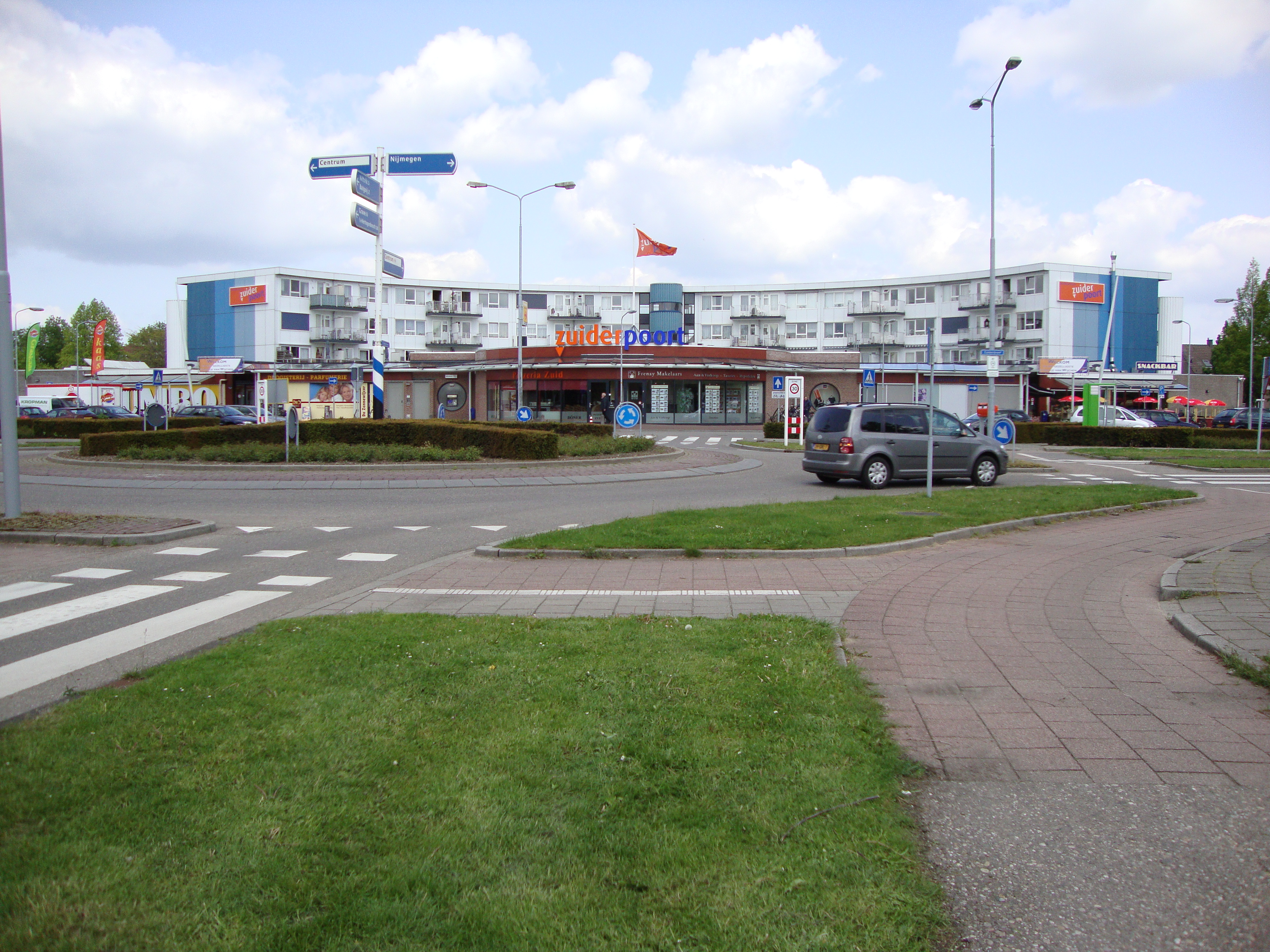
Wijchen, Winkelcentrum Zuiderpoort
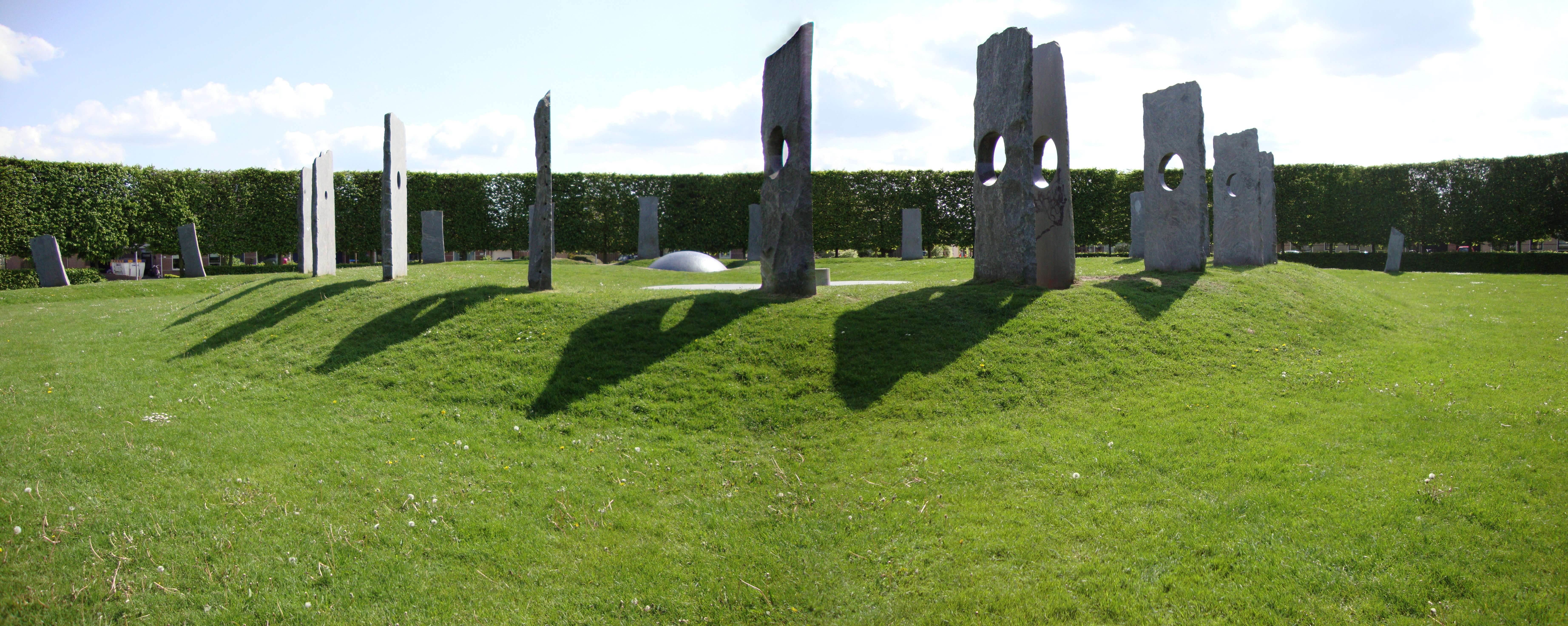
Wijchen, sculptuur het Zonneveld
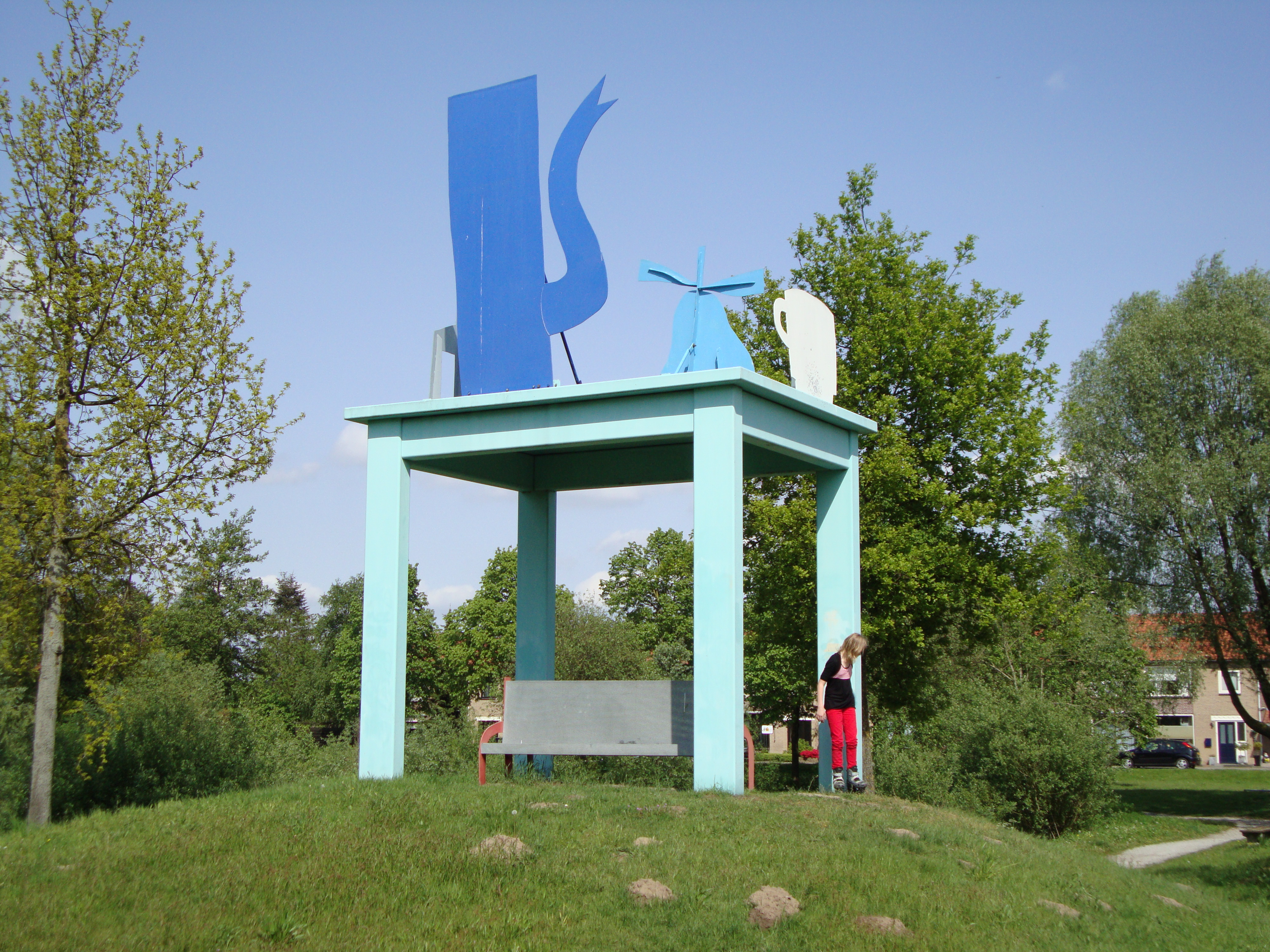
Wijchen, sculptuur De Tafel
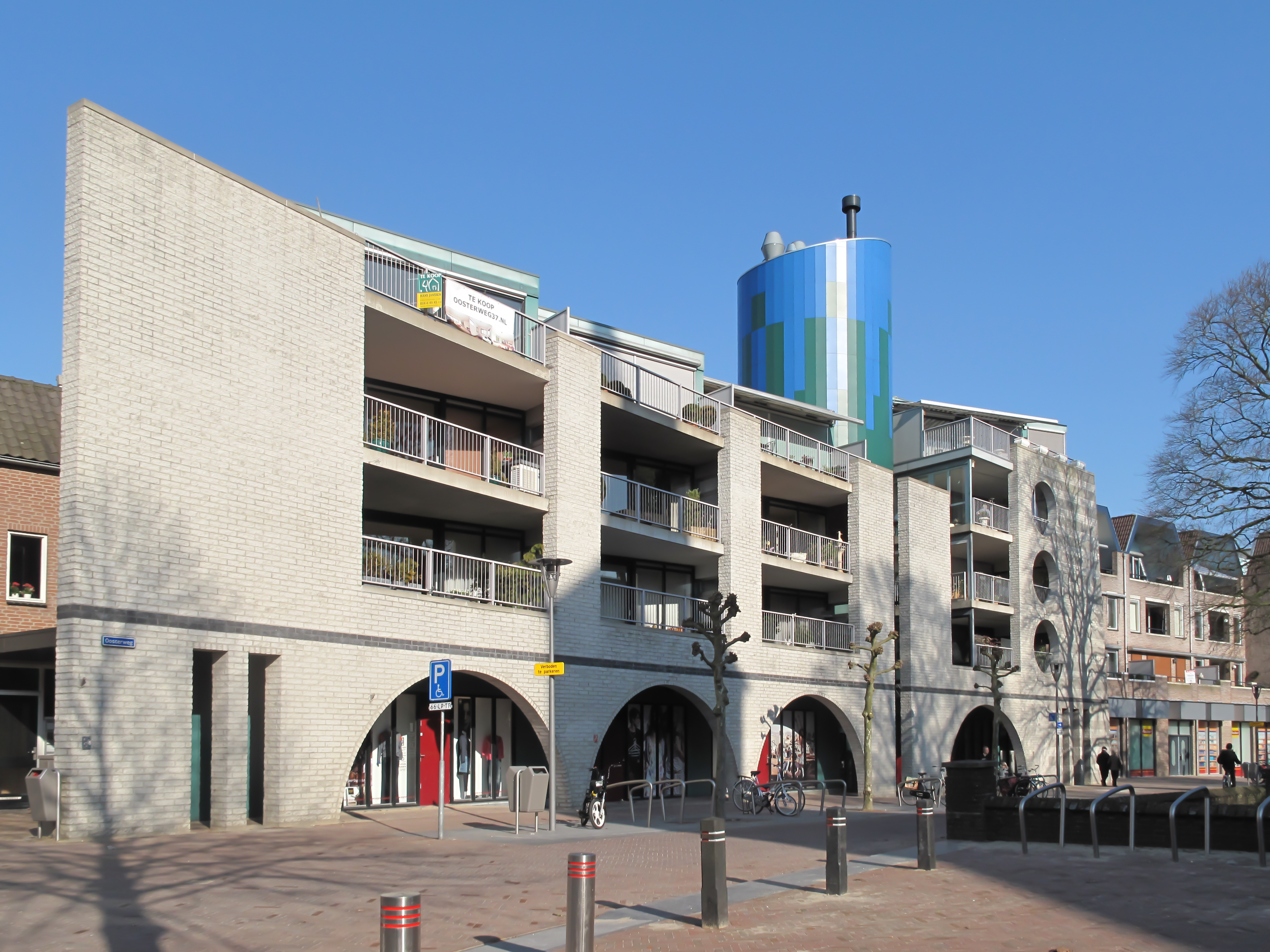
Wijchen, moderne woonpanden op het kerkplein
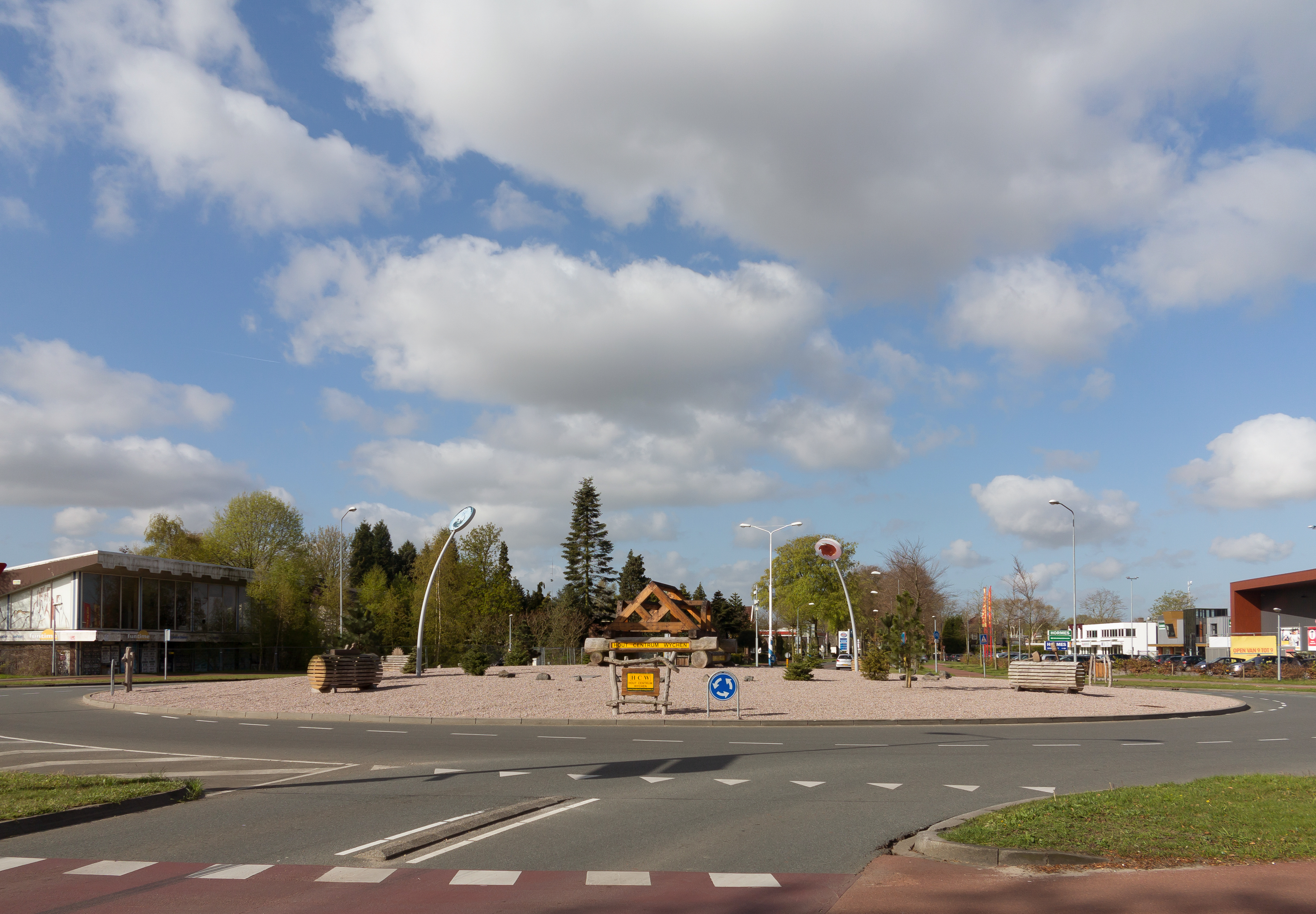
Wijchen, rotonde Kamerlingh Onnesstraat-Buys Ballotstraat
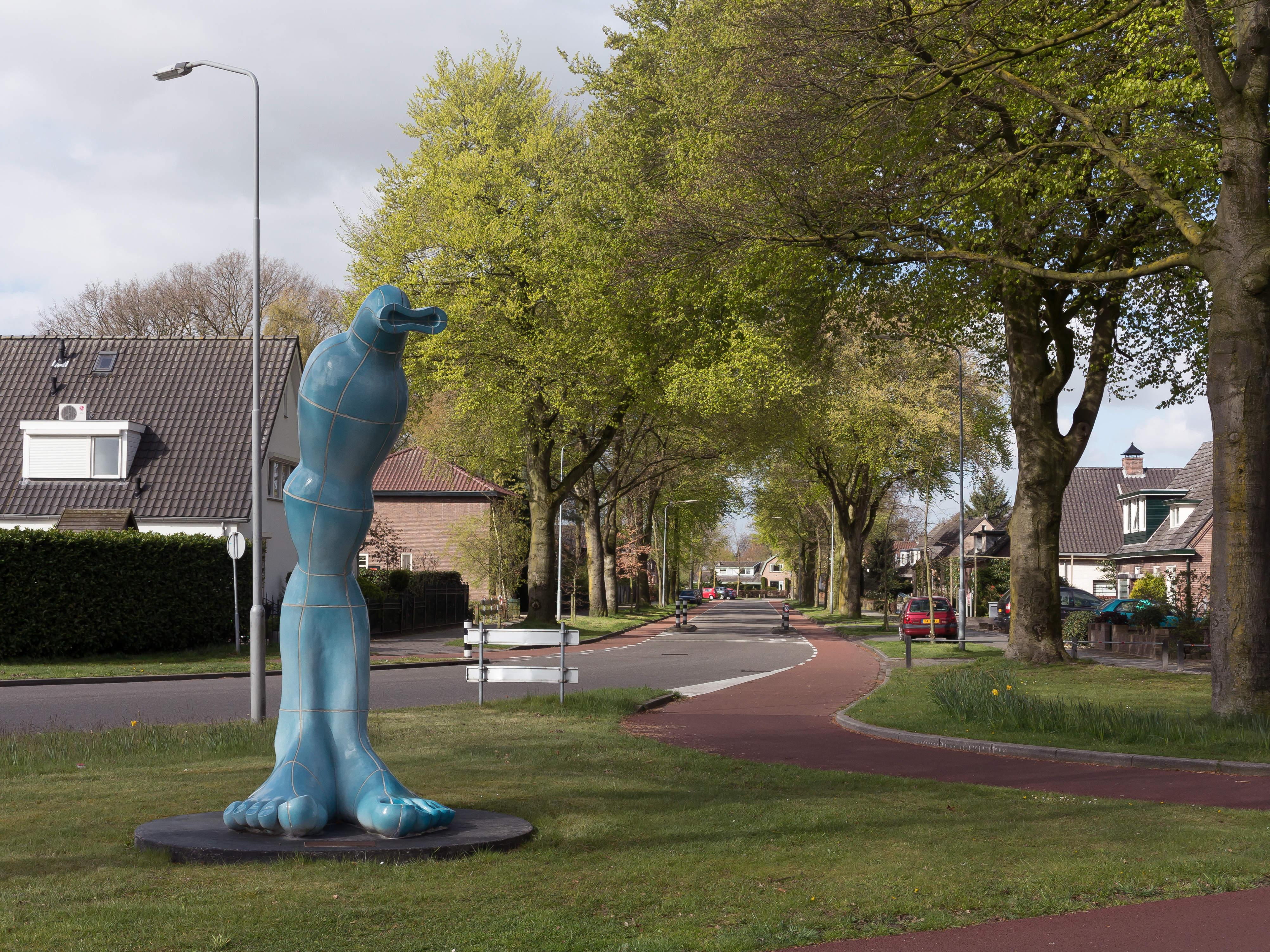
Wijchen, keramiek-Waar het oog al is, wil de voet naar toe
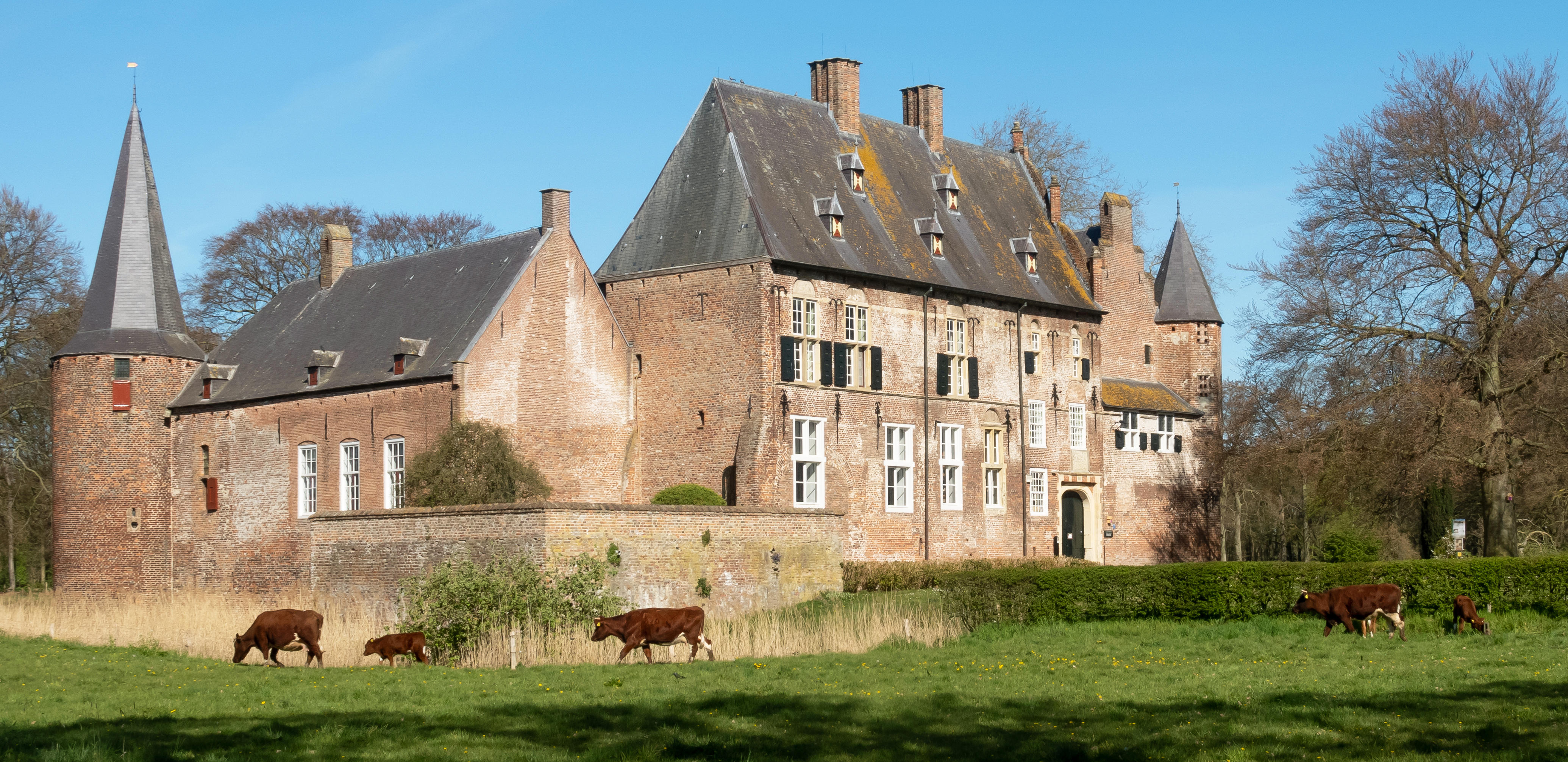
Hernen, kasteel Hernen
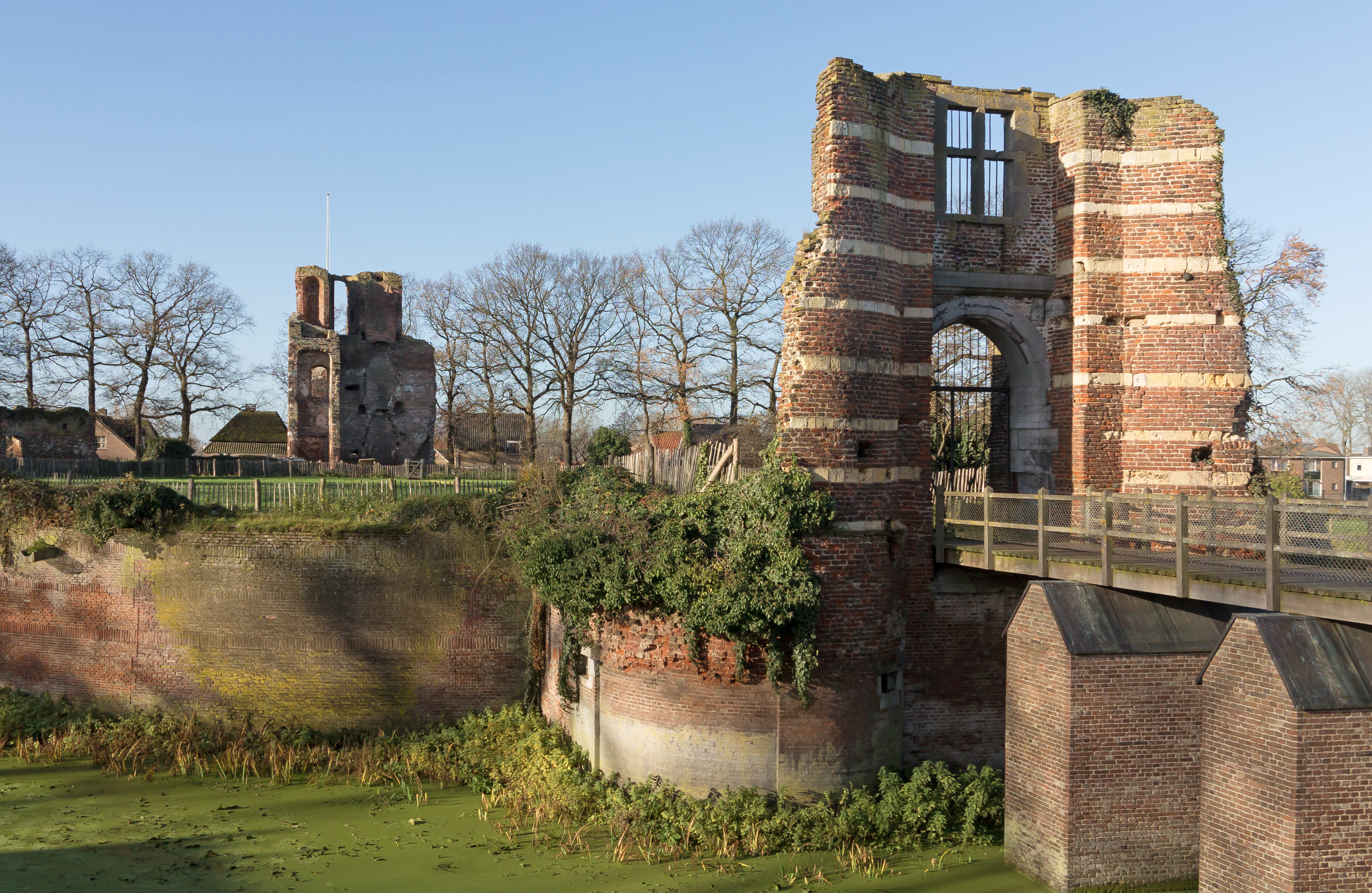
Batenburg, restanten van kasteel Batenburg
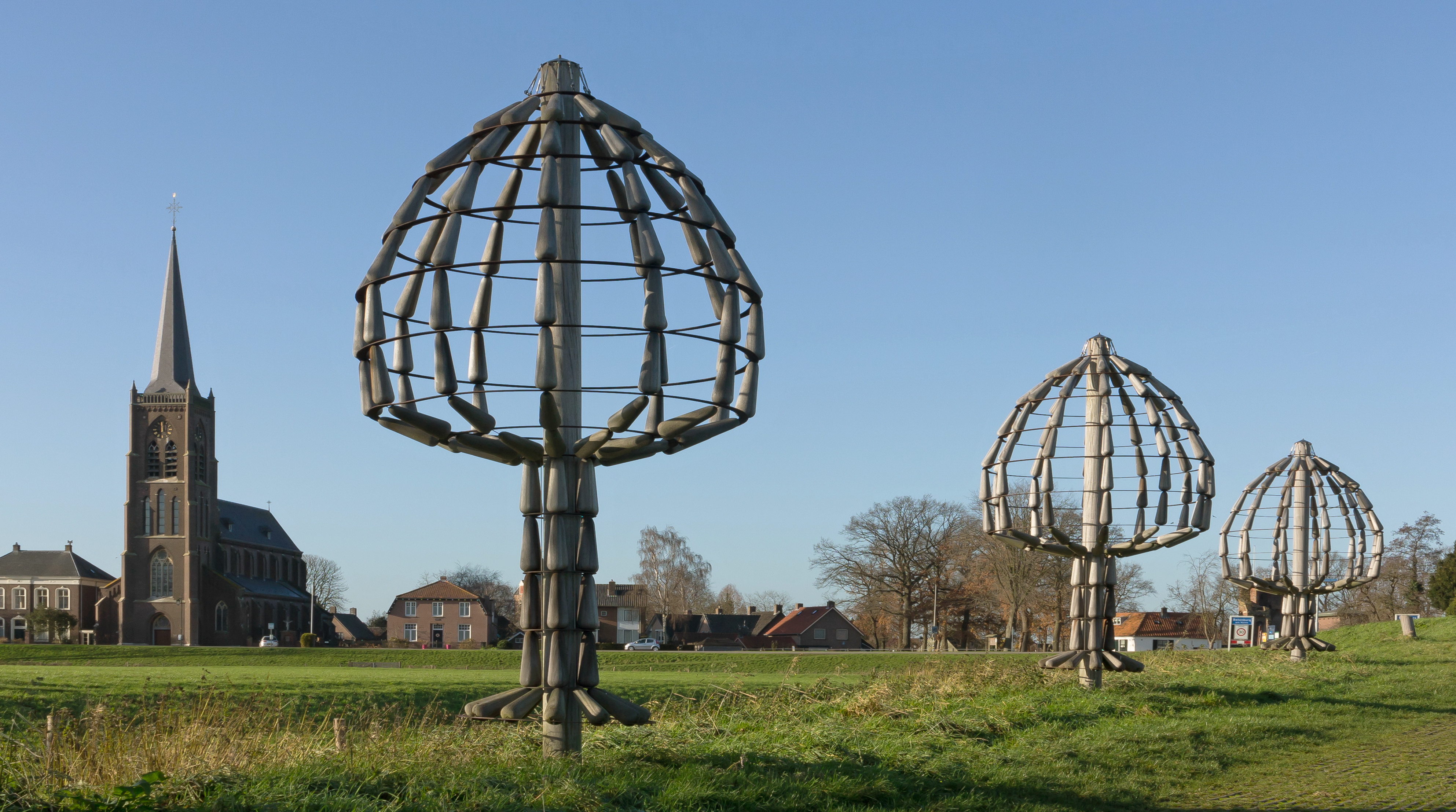
Batenburg, de Boombeelden
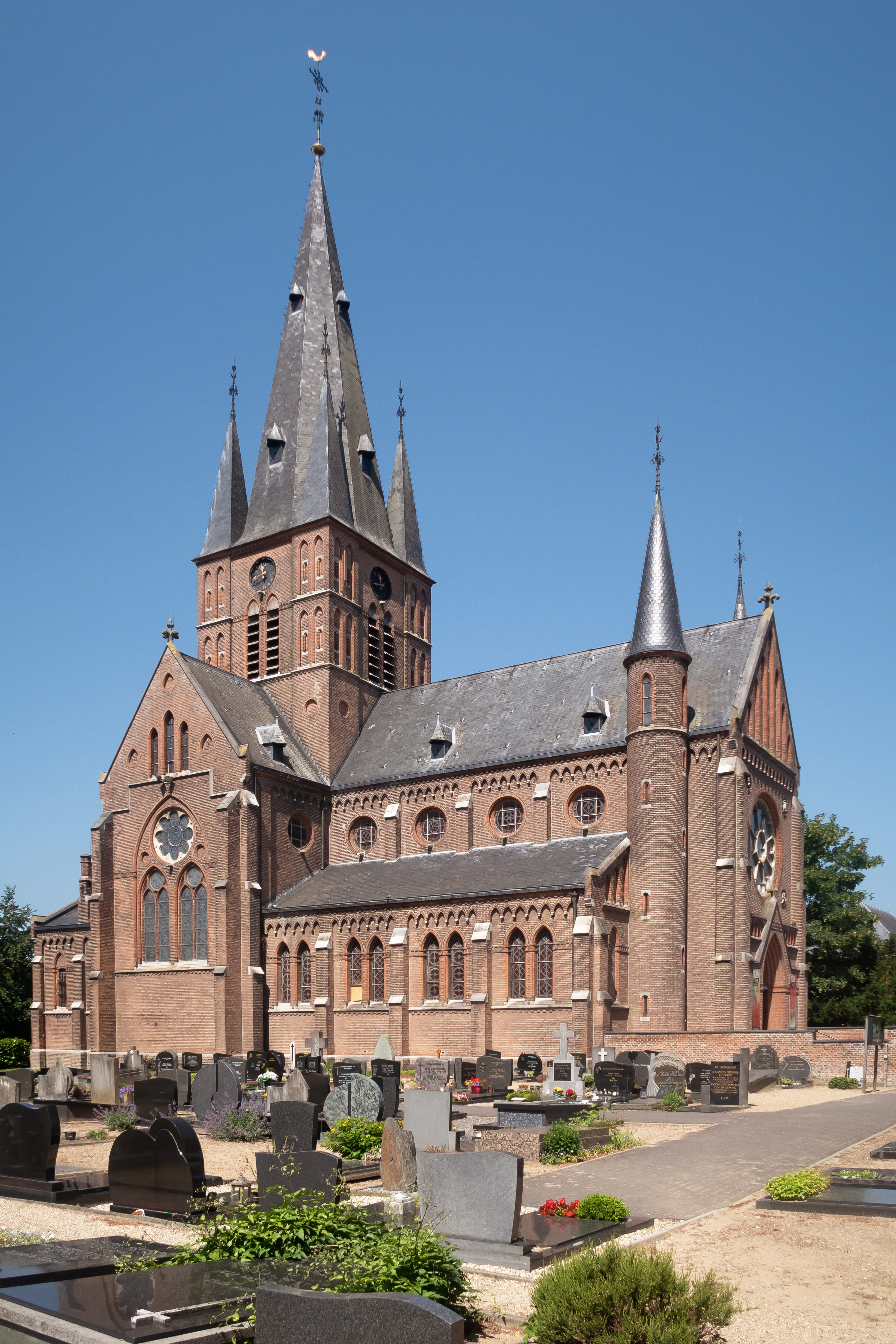
Bergharen, de Sint Annakerk
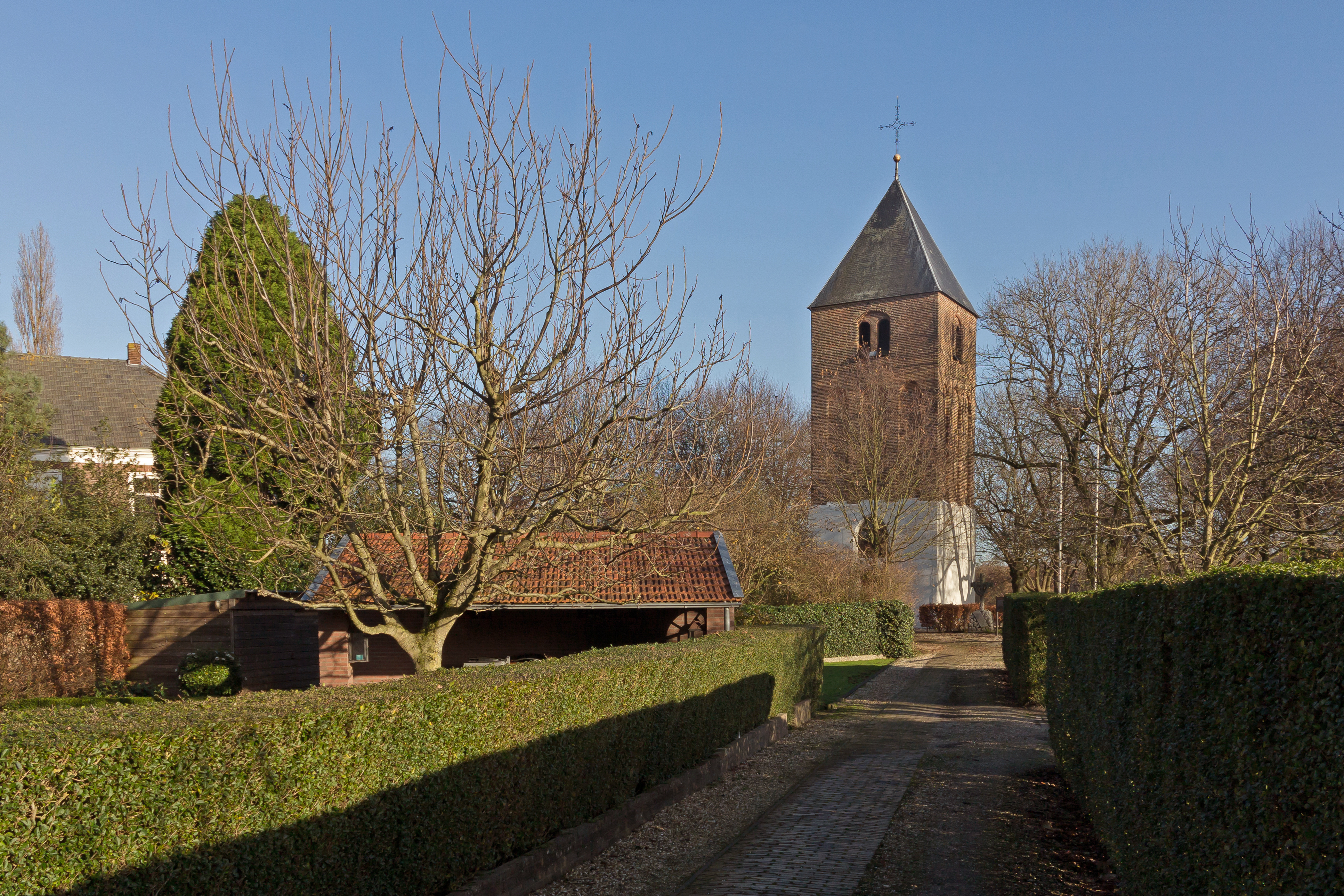
Balgoij, toren van de voormalige Dorpskerk
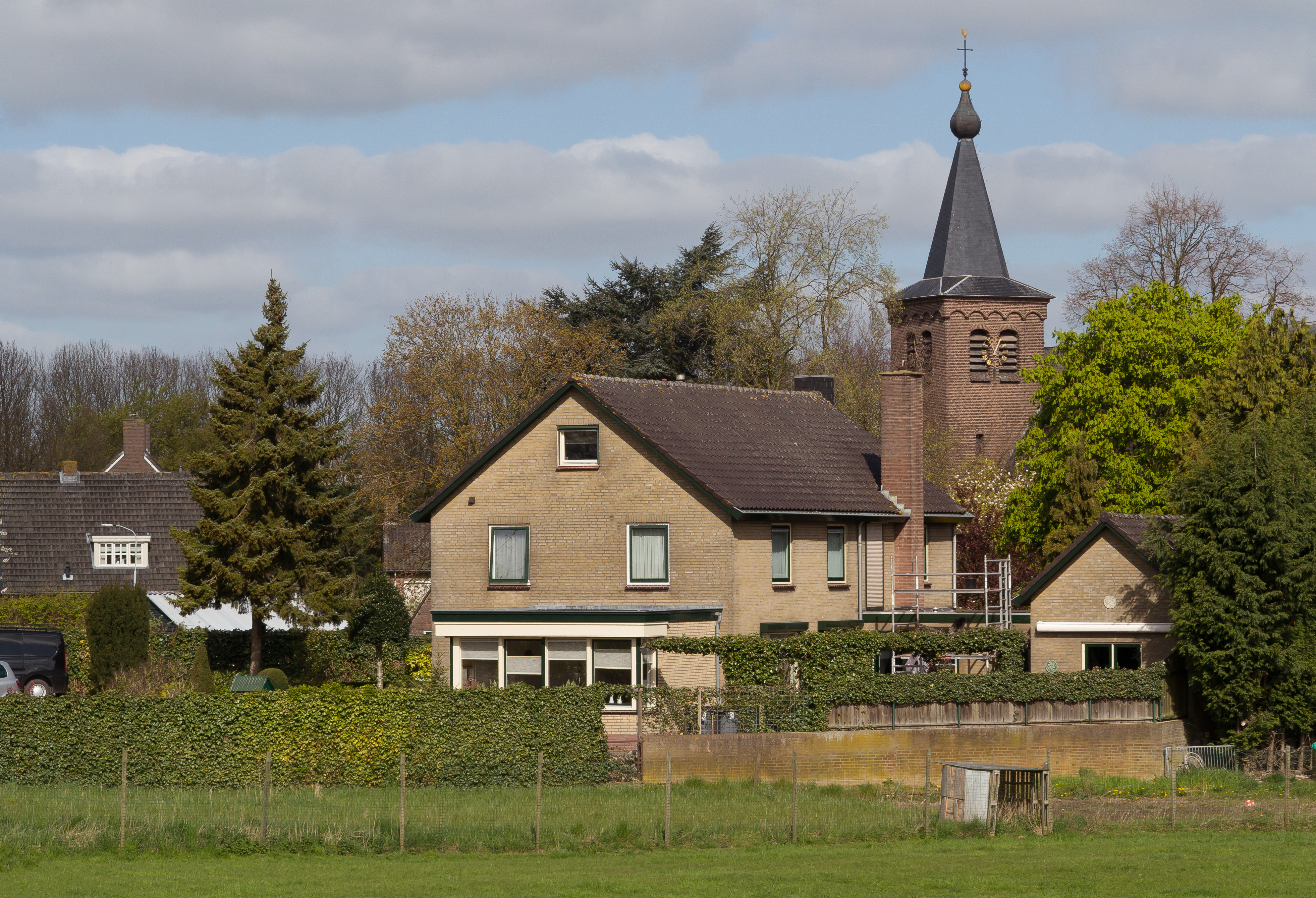
Niftrik, toren van de Rooms Katholieke kerk in dorpszicht
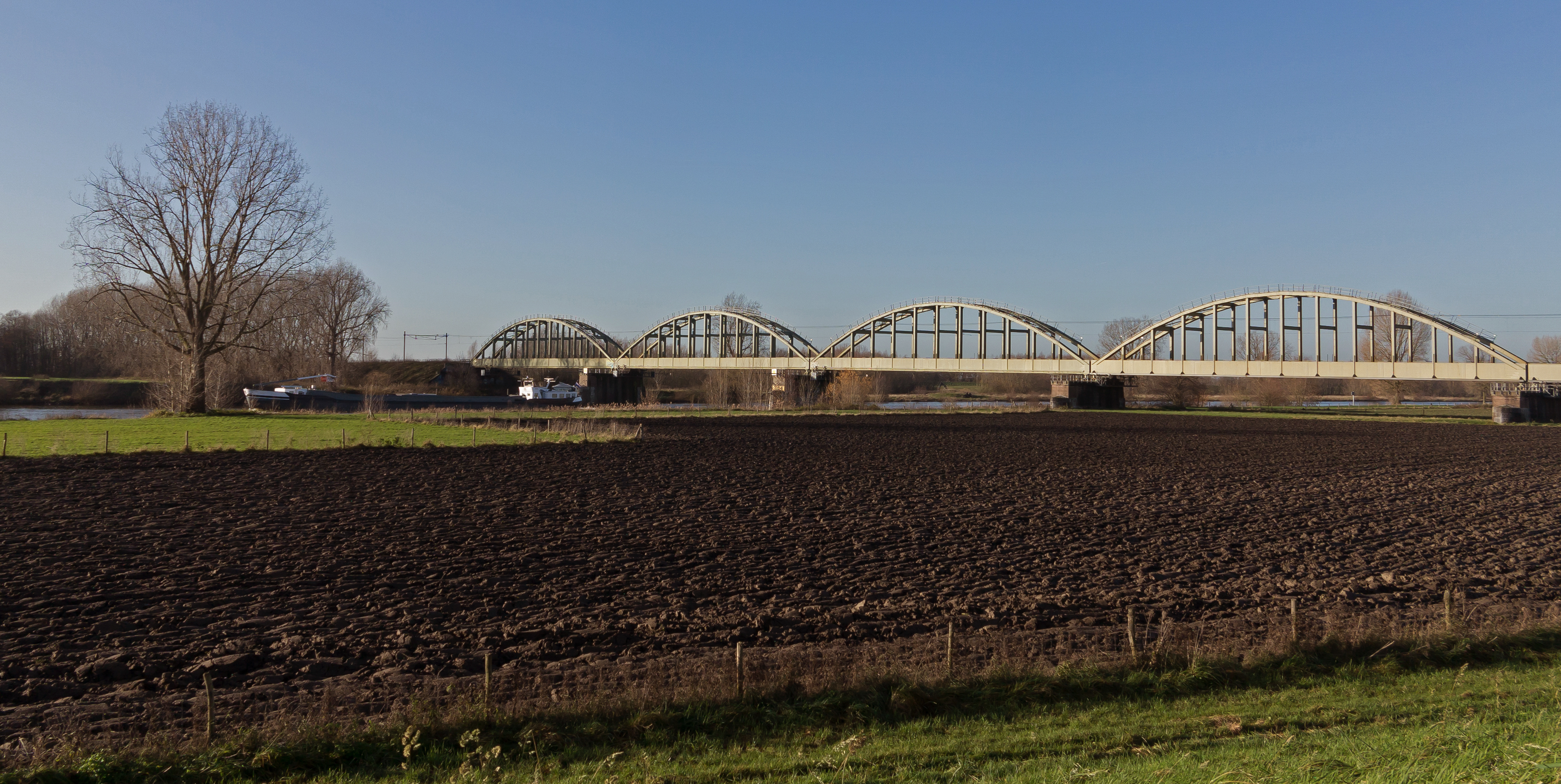
tussen Niftrik en Balgoij, spoorbrug over de Maas

## Aangrenzende gemeenten
| Aangrenzende gemeenten   | Aangrenzende gemeenten | Aangrenzende gemeenten | Aangrenzende gemeenten | Aangrenzende gemeenten |
| ------------------------ | ---------------------- | ---------------------- | ---------------------- | ---------------------- |
| Druten West Maas en Waal |                        | Beuningen              |                        | Nijmegen               |
|                          |                        |                        |                        |                        |
|                          |                        |                        |                        |                        |
|                          |                        |                        |                        |                        |
| Oss (NB)                 |                        | Land van Cuijk (NB)    |                        | Heumen                 |